# Gillersklack
Gillersklack (eller Klacken) er et i dag nedlagt fritidsanlæg ca. 7 km nord for Kopparberg i Örebro län i Sverige. Dog findes der stadigvæk fire vandreveje samt et hytteområde.

## Vinter

### Udendørsaktiviteter
Der findes i alt seks skibakker med forskellig sværhedsgrad. Da skianlægget er lukket permanent, er det meget tvivlsomt om skibakkerne er åbne. Til de unge er der også en pulkebakke på udendørsområdet.

### Langrend
Der er totalt 19 km langrendspister. Trekilometersstrækningen er belyst og er anlæggets korteste. Den længste pist er 11 km lang og ligger på en skovkørevej.

## Sommer
Om sommeren er der mulighed for at vandre, fiske, ro og meget mere. Svømmehallen er lukket permanent.